# Respiració
|  | Per a altres significats, vegeu «Respiració (fisiologia)». |

El terme respiració ve del llatí respiratio que vol dir respirar. Originalment definia l'intercanvi de gasos que realitza un ésser viu amb el medi ambient; és a dir, feia referència al mecanisme respiratori global que és fàcilment observable en els animals. En el cas dels vertebrats aquest intercanvi es realitza principalment a nivell dels pulmons i les brànquies per l'acció de l'anomenat sistema respiratori. En aquesta acció l'organisme incorpora oxigen (O₂) i allibera diòxid de carboni (CO₂).
Aquest mecanisme respiratori global està interrelacionat amb una activitat a nivell cel·lular que és imprescindible per obtenir l'energia necessària per viure. Així, la respiració és un procés bioquímic que realitzen els éssers vius amb la finalitat d'obtenir energia per poder portar a terme les funcions vitals. Per tant, cal diferenciar aquest mecanisme fonamental de la respiració, que es produeix dins de les cèl·lules (respiració interna), de l'activitat respiratòria general que està al servei d'aquest mecanisme cel·lular (respiració externa).
Segons els diferents hàbitats, els organismes aerobis han desenvolupat diferents sistemes d'intercanvi de gasos: cutani, tràquea, branquial, pulmonar. Consisteix en un intercanvi gasós osmòtic (o per difusió) amb l'entorn en el qual es capta l'oxigen, necessari per a la respiració cel·lular, i s'elimina diòxid de carboni, com a subproducte del metabolisme energètic.

## Respiració cel·lular
La respiració cel·lular és una reacció química d'oxidació-reducció que fa possible que se subministri l'energia necessària perquè una cèl·lula funcioni. Perquè aquesta reacció sigui possible, calen dos components bàsics: el combustible i el comburent. El combustible pot ser la glucosa, un àcid gras o d'altres molècules orgàniques com aminoàcids o cossos cetònics. En el cas dels éssers humans, i dels animals en general, el carburant s'obté mitjançant la digestió i arriba a les cèl·lules a través del sistema circulatori. En el cas de les plantes, sovint prové de la degradació de la glucosa, sacarosa i midó obtinguts al procés de la fotosíntesi. El comburent habitualment és l'oxigen. En el cas dels éssers humans i en la majoria dels vertebrats, l'oxigen s'extreu de l'aire mitjançant l'acció dels pulmons o de les brànquies i també arriba a les cèl·lules gràcies al transport per la via sanguínia, viatjant fixat en l'hemoglobina que hi ha en els eritròcits (glòbuls vermells). Aquesta reacció produeix dos subproductes: el diòxid de carboni (CO₂), que és evacuat per la circulació sanguínia, per on viatja dissolt en el plasma, i aigua (H₂O).

### Tipus de respiració cel·lular
| Tipus de respiració                 | Organismen                                                           | Reacció "fonamental"         | Eo' [V] | Rendiment energètic |
| ----------------------------------- | -------------------------------------------------------------------- | ---------------------------- | ------- | ------------------- |
| Respiració aeròbica                 | Aerobis obligats i facultatius (ex. eucariotes)                      | O₂ → H₂O                     | + 0,82  | 30 ATP              |
| Respiració fèrria                   | Aerobis facultatius, anaerobis obligats (ex. desulfuromonadals)      | Fe3+ → Fe2+                  | + 0,75  |                     |
| Desnitrificació                     | Aerobis facultatius (ex. Paracoccus denitrificans, Escherichia coli) | NO₃- → NO₂-                  | + 0,40  |                     |
| Respiració fumàrica                 | Aerobis facultatius (ex. Escherichia coli)                           | Àcid fumàric → Àcid succínic | + 0,03  |                     |
| Desulfuricació                      | Anaerobis obligats (ex. Desulfobacter latus)                         | SO₄2– → HS-                  | - 0,22  |                     |
| Metanogènesi (respiració carbònica) | Metanògens i anaerobis obligats (ex. Methanothrix thermophila)       | CO₂ → CH₄                    | - 0,25  |                     |
| Respiració sulfúrica                | Aerobis facultatius i anaerobis obligats (ex. desulfuromonadals)     | S0 → HS-                     | - 0,27  |                     |
| Acetogènesi (respiració carbònica)  | Homoacetògens i anaerobis obligats (ex. Acetobacterium woodii)       | CO₂ → CH₄                    | - 0,30  |                     |

#### Respiració aeròbica

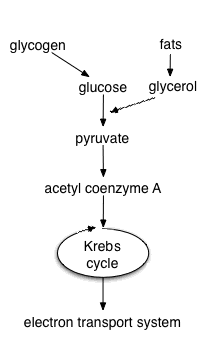
Esquema de la respiració aeròbica

La respiració aeròbica és un procés metabòlic en el qual els éssers vius extreuen energia de molècules orgàniques, com la glucosa, per un procés complex en el qual el carboni queda oxidat i l'oxigen procedent de l'aire és la substància oxidant. L'oxigen, com molts gasos, travessa sense obstacles les membranes biològiques; primer la membrana plasmàtica i després les membranes mitocondrials.
La respiració aeròbica és el procés actiu en la majoria dels éssers vius, i per aquest motiu se'ls anomena aerobis. En general, és pròpia dels organismes eucarionts i d'alguns tipus de bacteris.
La glucosa és oxidada al citosol de la cèl·lula a àcid pirúvic durant la glicòlisi; l'àcid pirúvic penetra a la matriu mitocondrial on és descarboxilat a acetil coenzim A; aquest ingressa al cicle de Krebs on serà totalment oxidat a CO₂. Els electrons arrencats als substrats durant aquests processos són captats pels coenzims NAD+ i FAD que els conduiran a les crestes mitocondrials, on seran cedits a la cadena transportadora d'electrons, que en últim terme combinarán dos electrons, dos protons i 1/2 O₂ per formar una molècula d'aigua; simultàniament, l'enzim ATP sintasa generarà ATP amb l'energia alliberada en el procés, fenomen conegut com a fosforilació oxidativa.
És aquesta sèrie de reaccions el que es coneix amb el nom de respiració aeròbica. La reacció química global és la següent:

#### Respiració anaeròbica
En alguns casos, poc habituals, l'oxidant no és l'oxigen i llavors la respiració s'anomena anaeròbica.
La respiració anaeròbica és un procés biològic d'oxidació-reducció d'hidrat de carboni i altres compostos en el qual el receptor terminal d'electrons és una molècula, generalment inorgànica, diferent de l'oxigen. Aquest tipus de respiració la realitzen exclusivament alguns grups de bacteris.
En la respiració anaeròbica, per tant, no s'usa oxigen i per a la mateixa funció cal una altra substància oxidant, com un sulfat o un nitrat.
En els bacteris amb respiració anaeròbica intervé també una cadena transportadora d'electrons en la qual es tornen a oxidar els coenzims reduïts durant l'oxidació dels substrats nutrients. És un procés anàleg al de la respiració aeròbica, ja que es compon dels mateixos elements (citocroms, quinones, proteïnes ferro-sulfúriques, etc.). L'única diferència és que l'acceptor últim d'electrons no és l'oxigen.
En la respiració anaeròbica tots els possibles acceptors tenen un potencial de reducció menor que el de l'O₂, per la qual cosa, partint dels mateixos substrats (glucosa, aminoàcids, triacilglicerols), es genera menys energia que en la respiració aeròbia convencional.
No s'ha de confondre la respiració anaeròbica amb la fermentació, en la qual no hi ha en absolut cadena de transport d'electrons, i l'acceptor final d'electrons és una molècula orgànica; aquests dos tipus de metabolisme tenen sol en comú el no ser dependents de l'oxigen.

## Respiració animal

### Invertebrats
Les esponges de mar i les meduses no tenen òrgans especialitzats per a l'intercanvi de gasos i poden prendre directament els gasos de l'aigua que els envolta. Els platihelmints no tenen aparell circulatori ni respiratori; l'oxigen que necessiten per al seu metabolisme es difon a través dels teguments de l'animal que són molt prims.
L'aparell respiratori dels insectes està format per tràquees, una sèrie de tubs buits molt ramificats que en el seu conjunt formen en sistema traqueal; els gasos respiratoris circulen a través d'ell.
Els mol·luscs, en general, tenen brànquies que permeten l'intercanvi d'oxigen d'un entorn aquós incorporant oxigen el sistema circulatori. Tenen un sistema respiratori, en alguns aspectes, similar al dels peixos.

### Vertebrats
La majoria dels vertebrats tenen pulmons, amb la gran excepció dels peixos que fonamentalment tenen brànquies. En la majoria dels peixos la respiració té lloc a través de les brànquies tot i que els peixos pulmonats tenen un o dos pulmons. La pell és un dels òrgans respiratoris dels amfibis; està molt vascularitzada i constantment humida, amb la humitat mantinguda a través de la secreció de moc per part de cèl·lules especialitzades.
L'estructura anatòmica dels pulmons és menys complexa en els rèptils que en els mamífers. També el sistema respiratori de les aus difereix significativament de la que es troba en els mamífers, amb característiques anatòmiques úniques, com per exemple bosses d'aire; a causa de l'alta taxa metabòlica requerida per al vol, les aus tenen una alta demanda d'oxigen.
Tots els mamífers, inclosos els aquàtics, tenen respiració pulmonar. Es caracteritzen per tenir dos pulmons ben desenvolupats i dividits en lòbuls; els pulmons s'allotgen a la cavitat pleural, i queda delimitada pel diafragma, que és un múscul que amb la seva distensió i contracció, realitza l'entrada i sortida de gasos. Les vies respiratòries són la tràquea que es bifurca en dos bronquis cada un cap a un pulmó. Aquests es continuen bifurcant en bronquíols i acaba en els alvèols, en la resta d'animals es diuen faveolos. L'intercanvi de gasos (hematosis) es realitza en els alvèols. Els alvèols són sacs cecs que estan envoltats de capil·lars sanguinis. L'emissió de sons és possible per la presència de cordes vocals a la laringe. Entre un mamífer i un amfibi de la mateixa mida el primer té 10 vegades més superfície pulmonar.

## Ventilació pulmonar

Animació dels moviments d'inspiració i expiració; en verd, el diafragma.

En fisiologia s'anomena respiració pulmonar, o ventilació pulmonar, al conjunt de processos que fan fluir l'aire entre l'atmosfera i els alvèols pulmonars a través dels actes alternants de la inspiració i l'expiració. La respiració pulmonar és el procés pel qual es renova l'aire que contenen els pulmons. Consta de dues etapes successives: la inspiració i l'expiració provocades pels moviments de la caixa toràcica. Les parts que intervenen en aquesta mecànica són les vies aèries internes, el diafragma, la cavitat toràcica formada per la columna vertebral, l'estèrnum i les costelles, així com la musculatura associada.
La respiració pulmonar es porta a terme pels músculs que canvien el volum de la cavitat toràcica, i en fer-ho creen pressions negatives i positives que mouen l'aire dins i fora dels pulmons. Durant la respiració normal, en repòs, la inspiració és activa, mentre que l'expiració és passiva. El diafragma, que provoca el moviment de la caixa toràcica cap avall i cap a fora, canviant la mida de la cavitat toràcica en la direcció horitzontal, és el principal múscul inspiratori. Altres músculs que participen en la respiració són: els músculs intercostals, els abdominals i diversos músculs accessoris.

### Inspiració
El diafragma és un múscul que al moment de contraure es desplaça cap avall engrandint la caixa toràcica, empenyent el contingut abdominal cap avall i cap endavant, de manera que la dimensió vertical del tòrax augmenta. Aquesta acció és la principal força que produeix la inspiració. Al mateix temps que el diafragma es mou cap avall un grup de músculs intercostals externs aixeca la graella costal i l'estèrnum. Aquesta acció d'aixecament incrementa el diàmetre de la cavitat toràcica. L'increment en el volum toràcic crea una pressió negativa (depressió, pressió menor que l'atmosfèrica) al tòrax. Ja que el tòrax és una càmera tancada i l'única comunicació amb l'exterior és el sistema pulmonar a través dels bronquis i la tràquea, la pressió negativa toràcica causa que l'aire entri als pulmons. Els alvèols dels pulmons per si mateixos són passius i s'expandeixen només per la diferència de pressió d'aire en els pulmons, la qual és menor que la pressió a l'exterior dels pulmons.
Altres músculs accessoris per a la inspiració són el múscul escalè, que eleva les dues primeres costelles, i l'esternoclidomastoïdal, que eleva l'estèrnum. Durant la respiració en repòs, aquests músculs presenten poca activitat, però durant l'exercici poden contreure's vigorosament, per facilitar la ventilació. Altres músculs que juguen papers menors són els alae nasi (que produeixen l'aleteig dels orificis nasals) i alguns músculs petits del cap i el coll. també hi ha disminució de la pressió intrapulmonar.

### Expiració
En repòs, l'expiració és un procés passiu. Durant l'expiració, es produeix la relaxació dels músculs inspiratoris, mentre que els pulmons i la caixa toràcica són estructures elàstiques que tendeixen a tornar a la seva posició d'equilibri després de l'expansió produïda durant la inspiració. L'elasticitat toràcica, combinada amb la relaxació del diafragma, redueixen el volum del tòrax, produint una pressió positiva que treu l'aire dels pulmons.
En una expiració forçada un grup de músculs abdominals empenyen el diafragma cap amunt molt poderosament. Aquests músculs també es contrauen de manera forçada durant la tos, el vòmit i la defecació. Simultàniament, els músculs intercostals interns tiren de la graella costal cap avall i cap a dins (al revés que els intercostals externs), disminuint el volum toràcic i endurint els espais intercostals. D'aquesta manera, aquests músculs apliquen pressió contra els pulmons contribuint a l'expiració forçada.
Al final de l'expiració sigui forçada o passiva, la pressió intraalveolar s'iguala amb la pressió atmosfèrica.

### Intercanvi de gasos en els pulmons

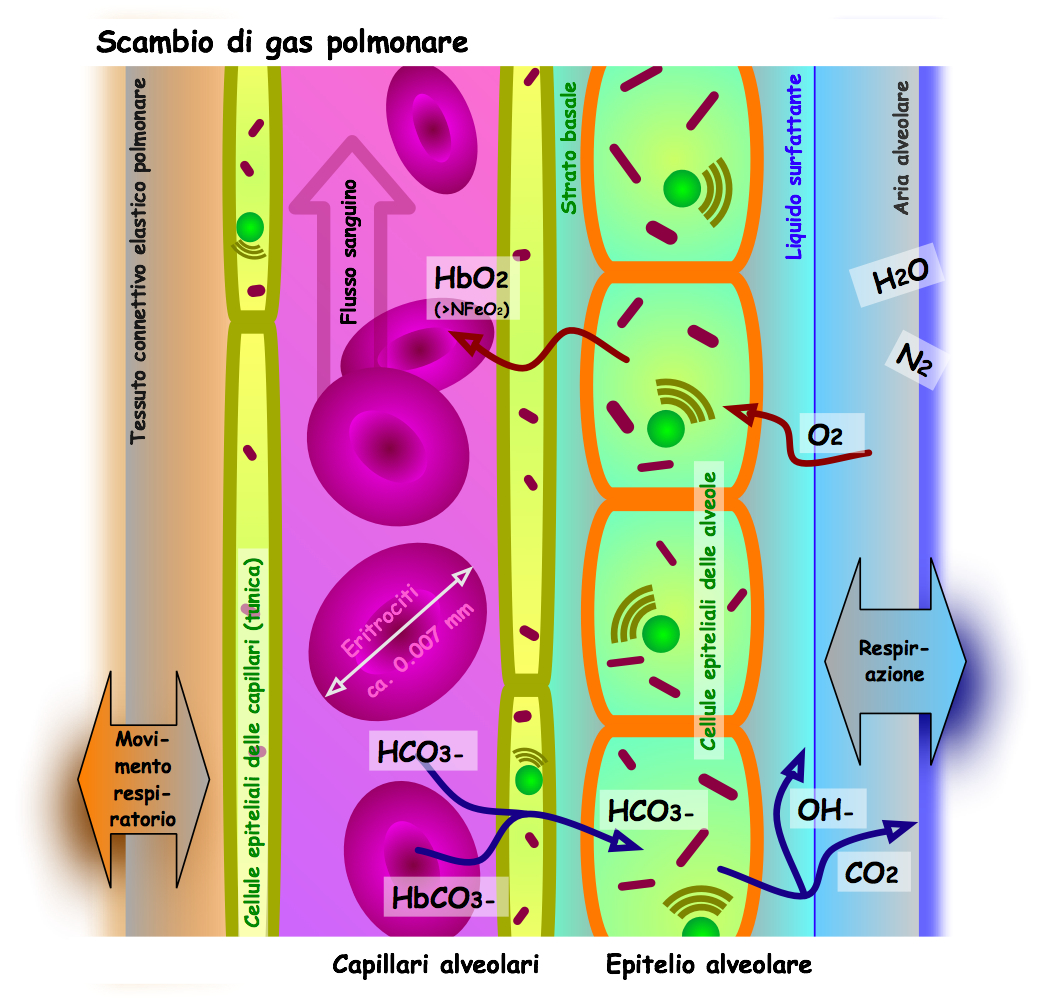
Diagrama de l'intercanvi de gasos en la respiració pulmonar

La sang venosa de l'organisme és portada a través de la vena cava inferior i la cava superior a l'aurícula dreta del cor, des de la qual passa, a través de la vàlvula tricúspide al ventricle dret. El ventricle dret bomba la sang amb una pressió pulsàtil de 24 mm Hg sistòlica i 9 mm Hg diastòlica, de mitjana, en l'artèria pulmonar i perfondre els capil·lars pulmonars situats a les parets dels alvèols. Hi ha uns 600 milions de capil·lars que contenen uns 100 ml de sang i una superfície de l'ordre de 70 metres quadrats pels quals passa la totalitat del cabal cardíac (aproximadament 5,4 litres per minut). Un càlcul simple permet deduir que la sang travessa el capil·lar pulmonar en una mica menys d'un segon.
Hi ha uns 300 milions d'alvèols de diàmetre entre 0,1 i 0,3 mm la superfície és d'uns 70 metres quadrats i que, respirant en repòs, contenen uns 3,5 litres d'aire que es renoven mitjançant la respiració a un ritme d'uns 4 litres per minut. El volum total dels pulmons és de 5 litres renovant 0,5 litres en cada respiració en condicions de treball normals.
Les membranes dels alvèols i dels capil·lars en contacte formen una unitat funcional, la membrana alvèol capil·lar, a través de la qual es realitza l'intercanvi de gasos en el pulmó. Una part de l'oxigen que hi ha a l'aire alveolar passa a la sang del capil·lar pulmonar i la major part s'uneix a l'hemoglobina formant oxihemoglobina. Una part menor queda com oxigen dissolt i augmenta la pressió parcial d'oxigen sanguini fins a igualar-la amb la de l'aire alveolar. D'altra banda un volum semblant de diòxid de carboni passa des de la sang cap a l'alvèol, des del qual passarà, amb l'aire espirat, a l'exterior. El resultat és la transformació de la sang venosa en arterial.
Dels capil·lars pulmonars, la sang arterial és portada per les venes pulmonars a l'aurícula esquerra. D'aquí passa per la vàlvula mitral al ventricle esquerre el qual bomba la sang cap a l'artèria aorta a una pressió de 120/80 mil·límetres de mercuri (mm Hg). Des d'aquí és distribuïda pel sistema arterial als capil·lars de tots els òrgans del cos. Després de travessar els capil·lars la sang venosa és recollida per les vènules i venes de l'organisme que conflueixen en el sistema de les venes caves completant el circuit de la circulació de la sang descobert per Harvey.
En els teixits l'oxihemoglobina lliurament part de l'oxigen, mentre que el diòxid de carboni difon cap a la sang des dels teixits i fluids. D'aquesta forma la sang arterial esdevé venosa.
En condicions de repòs i respiració tranquil una persona normal consumeix uns 250 ml d'oxigen i produeix uns 200 ml de diòxid de carboni. La relació,
R = producció de carbònic/consum d'oxigen
s'anomena quocient respiratori o relació d'intercanvi respiratori, que pot variar en funció del tipus de nutrients (lípids enfront de carbohidrats) i de la situació: habitualment es considera un valor de 0,8 en repòs i 1,0 en exercici.
La sang arterial conté uns 48 ml de CO₂ per cada 100 mil·lilitres de sang (ml), quan deixa els teixits com sang venosa el seu contingut ha augmentat fins a 52 ml cada 100 ml de sang. Això suposa un canvi de pressió parcial de 40 a 46 mil·límetres de mercuri (mm Hg). El contrari passa a nivell pulmonar quan es converteix en arterial.
La sang arterial conté uns 20 ml d'oxigen per cada 100 ml de sang i deixa en els teixits uns 5 ml/dl, per tant conté uns 15 ml d'oxigen per cada 100 ml de sang quan arriba als pulmons com sang venosa mixta. Això suposa un canvi de 100 mm Hg de pressió parcial d'oxigen en la sang arterial a 40 mm Hg en la venosa. A nivell pulmonar guanya una quantitat similar d'oxigen de l'alvèol passant a ser sang arterial.
En determinades circumstàncies, com durant l'exercici o en algunes malalties cardiovasculars pulmonars aquests valors canvien de manera notable.

## Respiració cutània
La respiració cutània és pròpia dels anèl·lids, d'alguns mol·luscs i dels amfibis (en combinació en aquests dos casos amb un altre tipus de respiració) i fins i tot de certs equinoderms. En aquest tipus de respiració cal distingir el tegument corporal, que configura l'estructura respiratòria, i la pell, a través de la qual es realitza l'intercanvi gasós, la qual ha de ser molt fina, humida i estar ben irrigada pel medi intern de l'animal.
L'intercanvi gasós es realitza a través de l'epidermis, sempre que la cutícula externa estigui humida, cosa que s'aconsegueix perquè, intercalades entre les cèl·lules cúbiques de l'epiteli (d'una sola capa), hi ha cèl·lules glandulars.
Les larves d'amfibis, com ara les de les granotes i gripaus, respiren a l'interior de l'aigua a través de brànquies; quan pateixen la seva metamorfosi per entrar en l'edat adulta, perden aquestes brànquies i desenvolupen uns pulmons per poder respirar en terra. Posseeix una epidermis molt fina i una dermis ben vascularitzada per poder transportar l'oxigen a tot el cos a través de la sang.

## Respiració en l'ésser humà
L'ésser humà, com tots els mamífers, utilitza la respiració pulmonar. El seu aparell respiratori consta de:
- Un sistema de conducció: fosses nasals, boca, epiglotis, faringe, laringe, tràquea, bronquis principals, bronquis lobulars, bronquis segmentaris i bronquíols.
- Un sistema d'intercanvi: conductes i els sacs alveolars. L'espai mort anatòmic, o zona no respiratòria (no hi ha intercanvis gasosos) de l'arbre bronquial inclou les 16 primeres generacions bronquials, i el seu volum d'uns 150 ml.

La funció de l'aparell respiratori consisteix a desplaçar volums d'aire des de l'atmosfera als pulmons i viceversa. Això és possible gràcies a un procés conegut com a ventilació.
La ventilació és un procés cíclic i consta de dues etapes: la inspiració, que és l'entrada d'aire als pulmons, i l'expiració, que és la sortida. La inspiració és un fenomen actiu, que es caracteritza per l'augment del volum toràcic que provoca una pressió intrapulmonar negativa i determina el desplaçament d'aire des de l'exterior cap als pulmons. La contracció dels músculs inspiratoris principals, diafragma i intercostals externs, és la responsable d'aquest procés. Una vegada que la pressió intrapulmonar iguala a l'atmosfèrica, la inspiració es deté i llavors, gràcies a la força elàstica de la caixa toràcica, aquesta es retreu, generant una pressió positiva que supera l'atmosfèrica i determinant la sortida d'aire des dels pulmons.
En condicions normals la respiració és un procés passiu. Els músculs respiratoris actius són capaços de disminuir encara més el volum intratoràcic i augmentar la quantitat d'aire que es desplaça a l'exterior, el que passa en l'espiració forçada.
Mentre aquest cicle de ventilació succeeix, en els sacs alveolars, els gasos continguts en l'aire que participen en l'intercanvi gasós, oxigen i diòxid de carboni, difonen a favor del seu gradient de concentració, del que resulta l'oxigenació i detoxificació de la sang.
El volum d'aire que entra i surt del pulmó per minut, té certa sincronia amb el sistema cardiovascular i el ritme circadiari (com disminució de la freqüència d'inhalació i exhalació durant la nit i en estat de vigília i de son). Variant entre 6 a 80 litres (depenent de la demanda).
Cal anar amb compte amb els perills que implica la ventilació pulmonar, ja que juntament amb l'aire també entren partícules sòlides que pot obstruir i/o intoxicar a l'organisme. Les més grans són atrapades pels borrissols i el material mucós del nas i del tracte respiratori, que després són extretes pel moviment ciliar fins que són empassades, escopides o esternudem. A nivell bronquial, per no tenir cilis, s'empren macròfags i fagòcits per a la neteja de partícules.

## Respiració vegetal
La respiració vegetal és el procés de respiració que té lloc en una planta. El procés també es basa en la consumició d'oxigen i l'alliberament de diòxid de carboni. Cal no confondre-la amb l'intercanvi gasós a conseqüència de la fotosíntesi. També es diu que la respiració en els vegetals inclou aigua pel fet que en el procés fotosintètic s'està capturant energia provinent de les ones electromagnètiques del sol.
A les plantes, l'intercanvi gasós es realitza principalment a través d'estomes i/o lenticel·les. Estomes o pneumatodes. Formats per un parell de cèl·lules epidèrmiques modificades (cèl·lules estomàtiques o cèl·lules oclusives) de forma arronyonada. Per a l'intercanvi gasós formen un orifici anomenat ostíol que es tanca automàticament en els casos d'excés de CO2 o de manca d'aigua. Els estomes solen localitzar-se en la part inferior de la fulla, en la qual no reben la llum solar directa, també es troben en tiges herbàcies.
Les lenticel·les es troben disseminades en l'escorça morta de tiges i arrels. De manera típica, les lenticel·les són de forma lenticular (lent biconvexa) en el seu contorn extern, d'on se'ls ve el nom. D'ordinari estan orientades vertical o horitzontalment sobre la tija, segons l'espècie i varien en grandària, des de tot just visible a tan gran com d'1 cm o encara de 2,5 de llarg. En arbres amb escorça amb moltes fissures, les lenticel·les es troben al fons de les fissures. La funció de les lenticel·les és permetre un intercanvi net de gasos entre els teixits parenquimàtics interns i l'atmosfera. També es denomina en el cas dels humans quan l'home inhala i exhala aire del seu nas perquè el cor tingui forces i pugui seguir bategant per donar-li vida tant als humans com a qualsevol tipus d'animals.

### Respiració i fotosíntesi
La fotosíntesi duta a terme per les plantes, i en un sentit més ampli en tots els organismes autòtrofs, s'ha mostrat sovint com la reacció inversa o antagònica a la respiració aeròbica, ja que l'equació global és justament la inversa:
Les plantes realitzen exactament la mateixa respiració aeròbica descrita anteriorment. Durant la nit, la fotosíntesi queda en suspens per manca de llum. Tanmateix la respiració en les plantes es produeix en tot moment per tal d'obtenir l'energia necessària per a dur a terme el catabolisme, de la mateixa manera que ho fan la resta d'eucariotes: Mitjançant l'oxidació de glúcids per part d'enzims que condueix a l'alliberament de diòxid de carboni al medi ambient. Tanmateix, la quantitat de diòxid de carboni que els autòtrofs desprenen és menor que la quantitat que absorbeixen per realitzar la fotosíntesi, i l'oxigen que necessiten també és menor que el que arriben a desprendre. L'emissió neta de diòxid de carboni és relativament molt petita en comparació amb la producció d'oxigen.
Com a resultat d'aquestes accions metabòliques les plantes afavoreixen un equilibri entre l'oxigen i el diòxid de carboni de l'atmosfera.
La respiració és un procés de vida essencial en les plantes. És necessari per a la síntesi de metabòlits essencials incloent-hi carbohidrats, aminoàcids i àcids grassos, així com per al transport de minerals i altres soluts entre les cèl·lules. Consumeix un entre 25 i 75% de tots els carbohidrats produïts en la fotosíntesi.